# Trolejbusy w Krasnodarze

Trolejbusy w Krasnodarze – system trolejbusowy w stolicy obwodu Krasnodarskiego, Krasnodarze, w Rosji. Komunikacja trolejbusowa w tym mieście została uruchomiona 28 lipca 1950 roku. Obecnie funkcjonuje 17 linii obsługujących praktycznie każdy rejon miasta. Tabor stacjonuje w dwóch zajezdniach. Eksploatowane są wyłącznie trolejbusy marki ZiU-9.